# L'Estréchure
L'Estréchure là một xã trong tỉnh Gard thuộc vùng Occitanie, phía nam nước Pháp. Xã L'Estréchure nằm ở khu vực có độ cao trung bình 302 mét trên mực nước biển.